# Florent Fourcade
Pas d'image ? Cliquez ici

a Compétitions nationales et continentales officielles uniquement.

Dernière mise à jour le 28 juillet 2015.
Florent Fourcade, né le 5 février 1986 à Rabastens-de-Bigorre (Hautes-Pyrénées), est un joueur de rugby à XV français qui évolue au poste de troisième ligne aile au sein de l'effectif du Sporting Club Albigeois (1,93 m pour 104 kg).

## Carrière
- 2005-2007 : Castres olympique
- 2007-2009 : Tarbes Pyrénées
- 2009-2012 : SC Albi
- 2012-2013: FC Grenoble
- 2013-2015: SC Albi

En mai 2015, handicapé par un problème au cartilage d'une rotule, il arrête sa carrière professionnelle.

## Palmarès
2009 France universitaire
- Équipe de France -19 ans :
  - 2005 : participation au championnat du monde en Afrique du Sud, 5 sélections (Australie, Géorgie, Afrique du Sud, Roumanie, pays de Galles)
  - 2004 : vice-champion du monde en Afrique du Sud, 5 sélections (Écosse, pays de Galles, Afrique du Sud, Angleterre, Nouvelle-Zélande)
  - 7 sélections en 2004-2005
- Équipe de France -18 ans : 1 sélection en 2004 (Pays de Galles)